# Chiara Raso
Chiara Raso (* 26. Oktober 1981 in Aosta) ist eine italienische Skibergsteigerin.
Raso begann 2000 mit dem Skibergsteigen und bestritt mit der Teilnahme an der Tour de Breuil im selben Jahr ihren ersten Wettkampf in dieser Sportart. 2002 wurde sie Mitglied der Nationalmannschaft.

## Erfolge (Auswahl)
- 2002:
  - 2. Platz bei der Weltmeisterschaft Skibergsteigen Einzel (Altersklasse „Espoirs“)
  - 4. Platz bei der Weltmeisterschaft Skibergsteigen Team mit Gloriana Pellissier („Senioren“)

- 2003:
  - 1. Platz bei der Trofeo Mezzalama mit Arianna Follis und Cristina Favre-Moretti
  - 4. Platz bei der Europameisterschaft Skibergsteigen Team mit Maria Luisa Riva

- 2006:
  - 1. Platz bei der Weltmeisterschaft Skibergsteigen Staffel (mit Francesca Martinelli, Roberta Pedranzini und Gloriana Pellissier)
  - 6. Platz bei der Weltmeisterschaft Vertical Race
  - 8. Platz bei der Weltmeisterschaft Skibergsteigen Team mit Paola Martinale